# Faibles Femmes
Pour plus de détails, voir Fiche technique et Distribution.
Faibles Femmes est un film franco-italien réalisé par Michel Boisrond et sorti en 1959

## Synopsis
Sabine (la blonde), Agathe (la rousse) et Hélène (la brune) sont trois amies amoureuses du joli cœur inconstant Julien. Ces relations ne vont pas sans créer des dissensions entre les amies jusqu’au jour où elles apprennent qu'il vient de se fiancer avec une quatrième, une riche étrangère. Offusquées, elles décident de le supprimer en l'empoisonnant.

## Fiche technique
- Titre original : Faibles Femmes
- Titre italien : Le donne sono deboli
- Réalisation :	Michel Boisrond
- Assistants : Jacques Poitrenaud et Marc Maurette
- Scénario : Michel Boisrond et Annette Wademant d’après le roman de Sophie Cathala Meurtre d’un serin (Éditions Gallimard, 1957,  (ISBN 2-07-021281-5)
- Dialogues : Michel Boisrond et Annette Wademant
- Décors : Jean André
- Costumes : Jacqueline Moreau
- Maquillages : Lina Gallet
- Photographie : Robert Lefebvre
- Son : Joseph de Bretagne
- Montage : Madeleine Gug
- Musique : Paul Misraki
- Pays de production :  France,  Italie
- Langue de tournage : français
- Tournage : du 8 septembre au 8 novembre 1958
- Production : Paul Graetz
- Sociétés de production : Transcontinental Films (France), Euro International Films (Italie)
- Distributeur d’origine : Cocinor (Comptoir Cinématographique du Nord)
- Format : couleurs (Eastmancolor) — 35 mm — 1,37:1 — son monophonique
- Langue : français
- Genre : comédie
- Durée : 98 minutes[1]
- Dates de sortie :
  - France : 11 février 1959
  - Italie : 6 mars 1959
- Classification CNC : tous publics (visa d'exploitation no 21290 délivré le 5 février 1959)
- Affiche : Jean Mascii (France)

## Distribution
- Alain Delon : Julien Fenal
- Mylène Demongeot : Sabine
- Pascale Petit : Agathe
- Jacqueline Sassard : Hélène Maroni
- Simone Renant : Marguerite Maroni, la mère d’Hélène
- Monique Mélinand : Madame Fenal, la mère de Julien
- Héléna Manson : la mère supérieure
- Pierre Mondy : André, le mari d’Agathe
- Noël Roquevert : Édouard Maroni, le père d’Hélène
- Albert Médina : Monsieur Courcel, le père d’Agathe
- Anita Ruff : Anita Pérez
- Adrienne Servantie : Madame Courcel, la mère d’Agathe
- André Luguet : Monsieur Fenal, le père de Julien
- Magdeleine Bérubet : Sœur Marguerite
- Géo Valdy : l'examinateur
- Lucien Guervil : le procureur
- Yves Barsacq : le consommateur
- Michel Bardinet
- Henri Coutet
- Édouard Francomme
- Jean-Pierre Moutier
- Laure Paillette
- Françoise Rasquin
- Patrick Steller
- Bérangère Vattier
- Yvonne Yma
- Pascal Aubier

## Production

### Casting
Mylène Demongeot : « Boisrond et Annette veulent pour le troisième rôle féminin une jolie comédienne, Agnès Laurent. Graetz, qui monte la production avec l'Italie, veut Jacqueline Sassard, une nouvelle venue au physique très pur. […] Le conflit ira si loin que nous commencerons le tournage du film en travaillant pendant une semaine complète avec les deux comédiennes… […] Au bout de la semaine, Boisrond doit se rendre à l'évidence, Sassard est plus juste, plus “vraie jeune fille” pour le rôle. Le producteur a gagné. Ce sera Sassard. Fin du conflit. Dur, pour Agnès Laurent ! »

### Tournage
- Prises de vue du 8 septembre au 8 novembre 1958[3].
- Intérieurs : studios de Boulogne (Boulogne-Billancourt, Hauts-de-Seine).
- Extérieurs : Paris.
- Mylène Demongeot[2] : « Nous démarrons en plein drame. D'un seul coup, le producteur Paul Graetz décide qu'il ne veut plus, par économie, faire le film en couleurs mais en noir et blanc. Pour une comédie gaie et brillante, c'est une catastrophe. Boisrond est comme fou. Que faire ? Réunion au sommet. Eurêka ! On trouve une parade. Dans le contrat que j'ai signé, il est bien spécifié, en toutes lettres, que le film se tournera en couleurs. […] Perdu Graetz ! […] Je retrouve avec joie mon très cher, seul et vrai ami, Jean André, le décorateur. Il nous reconstruira à l'identique la piscine Molitor au studio de Boulogne. Le jour du tournage, juste avant de se mettre à l'eau pour une scène avec Delon, Jacqueline nous susurre : — Je ne sais pas nager. Je ne vais pas dans l'eau, j'ai peur ! Catastrophe. Il y a au moins cent figurants, convoqués pour aujourd'hui, qui attendent… Que faire ? […] Jean André, que nous appelons tous “Pimpim”, se creuse la tête. On perd du temps et, dans le cinéma, le temps c'est beaucoup d'argent… Ça y est Pimpim a trouvé — on tendra un grand filet à un mètre vingt de profondeur et Sassard fera semblant de nager. […] Je porte toujours mes talons aiguilles de douze centimètres de haut. […] Et je mesure donc un mètre quatre-vingt deux — plus grande que Delon. Quand nous sommes face à face, on lui glisse un petit praticable sous les pieds pour qu'il soit plus grand que moi. Je vois bien qu'il n'aime pas ça du tout. Des fois, pour lui faire plaisir, j'enlève mes chaussures. Le film est un tournage joyeux. Je me sens très heureuse et j'ai l'impression que “la mayonnaise prend”, comme on dit dans notre jargon. Et elle prend. C'est tout à fait agréable à regarder. »

### Chansons
Diana et Faibles Femmes (It's Really Love), paroles, musique et interprétation par Paul Anka.

## Accueil
Mylène Demongeot : « Sans aucun doute, Faibles Femmes est un film qui marche. Je fais la connaissance du distributeur qui l'a acheté pour le Japon, M. Kawakita. […] Le film, au Japon, rencontre son public et, grâce à ça, je suis invitée à Tokyo que je rêve de connaître. Un voyage Unifrance est organisé avec Marcel Achard, Georges Cravenne, Julien Duvivier et un peintre qui s'appelle Vuillard. […] Je ne me doute pas une seconde de l'accueil qui n'est réservé à ma descente d'avion. […] Un monde fou m'attend : caméras, journalistes, fans en délire, et tous m'arrivent à l'épaule ! Je me fais l'effet d'être le général de Gaulle fendant la foule comme un grand vaisseau. […] Le délégué d'Unifrance au Japon, Marcel Giuglaris, qui deviendra un grand ami, a remarquablement fait les choses. Kawakita aussi. Je regrette de ne pas m'être davantage préparée, mais il faut bien dire que, vraiment, je ne m'attendais pas du tout à tout ça… »